# Pantophthalmus frauenfeldi
Pantophthalmus frauenfeldi är en tvåvingeart som först beskrevs av Ignaz Rudolph Schiner 1868.  Pantophthalmus frauenfeldi ingår i släktet Pantophthalmus och familjen Pantophthalmidae. Inga underarter finns listade i Catalogue of Life.